# Lombardei-Rundfahrt 1983
Die Lombardei-Rundfahrt 1983 war die 77. Austragung der Lombardei-Rundfahrt  und fand am 15. Oktober 1983 statt. Die Gesamtdistanz des Rennens betrug 253 Kilometer. Es siegte der Ire Sean Kelly vor dem Amerikaner Greg LeMond und dem Niederländer Adrie van der Poel.

## Ergebnis
| Rang | Fahrer             | Team                  | Zeit        |
| ---- | ------------------ | --------------------- | ----------- |
| 1    | Sean Kelly         | Sem-Reydel-Mavic      | 6 h 27′ 36" |
| 2    | Greg Lemond        | Renault-Elf           | + 0"        |
| 3    | Adrie van der Poel | Jacky Aernoudt-Rossin | + 0"        |
| 4    | Hennie Kuiper      | Jacky Aernoudt-Rossin | + 0"        |
| 5    | Francesco Moser    | Gis Gelati-Campagnolo | + 0"        |
| 6    | Gilbert Glaus      | Cilo-Aufina           | + 0"        |
| 7    | Antonio Ferretti   | Cilo-Aufina           | + 0"        |
| 8    | Phil Anderson      | Peugeot-Shell         | + 0"        |
| 9    | Silvano Contini    | Bianchi-Piaggio       | + 0"        |
| 10   | Alfredo Chinetti   | Inoxpran-Lumenflon    | + 0"        |